# Manataria hyrnethia
Manataria hyrnethia är en fjärilsart som beskrevs av Hans Fruhstorfer 1912. Manataria hyrnethia ingår i släktet Manataria och familjen praktfjärilar. Inga underarter finns listade i Catalogue of Life.